# Герцог Спартанский

Герб наследного принца Греции.

Герцог Спартанский (кафаревуса: Δοὺξ τῆς Σπάρτης, димотика: Δούκας της Σπάρτης) —  титул учрежденный в 1868 году для обозначения наследного принца королевства Греция. Его правовой статус был исключительным, поскольку греческая конституция запрещала присуждение или принятие дворянских титулов греческим поданным. Следовательно, он в основном использовался за границей, и только иногда и неофициально в Греции.
Рождение наследного принца Константина (впоследствии короля Константин I) 2 августа 1868 года широко праздновалось в Греции, особенно потому, что имя наследника находило отклик в ромейской имперской традиции и ирредентистских устремлениях, воплощенных в «Великой идее». В результате в день крещения наследного принца 3 сентября по инициативе премьер-министра Димитриоса Вульгариса его отец, король Георг I, издал указ, согласно которому Константин, как и любой будущий наследник греческой короны, должен был носить титул «герцог Спартанский». Однако, этот декрет противоречил статье 3 конституции Греции, которая прямо запрещала признавать иностранные дворянские титулы или присваивать их греческим поданным. Эта традиция установилась уже во время греческой войны за независимость, хотя некоторые из её ведущих деятелей ранее носили такие титулы.
Это привело к бурным дебатам в парламенте, по наущению Тимолеона Филимона. Тогдашнее правительство поддержало этот декрет на том основании, что конституционное положение не распространяется на членов королевской семьи, но Филимон и другие возражали, что формулировка не делает никакого различия и что декрет, таким образом, нарушает Конституцию.
Указ был окончательно утвержден парламентом 29 сентября 1868 года при 98 голосах «за», 2 воздержавшихся и 26 «против». Тем не менее, использование титула «герцог Спартанский» в Греции позже было тихо прекращено. Однако наследный принц Константин был известен на международной арене как «герцог Спартанский» с момента своего рождения и до восшествия на престол в 1913 году в течение 45 лет.
Это опять же привело к непониманию различными, вполне респектабельными изданиями того, что титул «герцог Спарты» был синонимом титула «наследный принц Греции», и таким образом титул время от времени вновь всплывал, но ни один из последующих наследных принцев Греции никогда официально не назывался так. Термин «диадох» (буквально «наследник»), который является функциональным описанием и не имеет никаких коннотаций дворянского титула, исторически использовался для обозначения положения наследника очевидного в целом, а не ограниченного греческим престолом.